# 不立文字
不立文字（ふりゅうもんじ）は、禅宗の教義を表す言葉で、文字や言葉による教義の伝達のほかに、体験によって伝えるものこそ真髄であるという意味。

## 概要
「不立文字、教外別伝、直指人心、見性成仏」の語句の始めに当たり、「経典の言葉から離れて、ひたすら坐禅することによって釈尊の悟りを直接体験する」という意味となり、禅の根本を示すものとして知られる。
禅は定（じょう）とも呼び、インドで古くからある精神修行の方法で、それが仏教に取り入れられたものであるが、「不立文字」は、禅宗の開祖として知られるインドの達磨（ボーディダルマ）の言葉として伝わっており、「文字（で書かれたもの）は解釈いかんではどのようにも変わってしまうので、そこに真実の仏法はない。したがって、悟りのためにはあえて文字を立てない」という戒めである。唐代の中国の禅僧である慧能は特にこれを強調し、慧能を祖と考える南宗によって禅の真髄として重視された。
こんにちでも禅においては、中心経典を立てず、教外別伝を原則としている。
仏教の悟りにおいて重要な姿勢は、仏心を持って智慧を学ばなければ悟りに至らないという考え方。